# Taipinggou (sockenhuvudort i Kina, Heilongjiang Sheng, lat 48,13, long 130,64)
Taipinggou (kinesiska: 太平沟, 太平沟乡) är en sockenhuvudort i Kina. Den ligger i provinsen Heilongjiang, i den nordöstra delen av landet, omkring 400 kilometer nordost om provinshuvudstaden Harbin. Antalet invånare är 1 903. Befolkningen består av 905 kvinnor och 998 män. Barn under 15 år utgör 13,0 %, vuxna 15-64 år 79 %, och äldre över 65 år 7,0 %.
Runt Taipinggou är det ganska glesbefolkat, med 38 invånare per kvadratkilometer. Det finns inga andra samhällen i närheten. I omgivningarna runt Taipinggou växer i huvudsak blandskog.
Genomsnittlig årsnederbörd är 1 022 millimeter. Den regnigaste månaden är juli, med i genomsnitt 237 mm nederbörd, och den torraste är januari, med 8 mm nederbörd.